# Thomas Carlyle
Thomas Carlyle (ur. 4 grudnia 1795 w Ecclefechan, zm. 5 lutego 1881 w Londynie) – szkocki pisarz społeczny, historyk i filozof historii, propagator i współtwórca specyficznej historiozofii zwanej heroizmem. Bardzo wpływowy w czasach wiktoriańskich, oddziałał też szeroko na myśl prawicową. W 1874 odznaczony Pour le Mérite za Naukę i Sztukę.

## Życiorys
Poślubił Jane Baillie Welsh (zm. 1866), od r. 1865 był rektorem uniwersytetu w Edynburgu. Rewolucyjnym i zgorzkniałym nastrojom epoki Byrona przeciwstawił ewangelię wypełniania swego obowiązku, opowiadając się za reformami społecznymi i organizacją pracy. Niwelacyjnej sile tendencji demokratycznych przeciwstawił kult herosów. W walce przeciwko mechanicznemu poglądowi na świat, uwielbieniu większości i utylitaryzmowi wysuwał jako istotną treść życia rozwój najwyższych, ponadindywidualnych wartości człowieka. W społeczeństwie i państwie ci tylko rządzić powinni, którzy czują w sobie przemożny pęd do władzy. Carlyle jednak powodzenie woli zmierzającej do potęgi utożsamiał z jej usprawiedliwieniem, brał je za dowód idealizmu zwróconego stale ku celom ponad osobowym, i w tym leży słabość i niebezpieczeństwo jego nauki, wywodzącej się ze szkockiego purytanizmu i idealizmu niemieckiego. Politycznie odegrał dużą rolę jako teoretyk imperializmu, podejmujący ideę misji dziejowej narodu angielskiego, która objąć ma świat cały. Z pism Carlyle’a wymienić należy przede wszystkim rozważania filozoficzno-historyczne „Bohaterowie. Cześć dla bohaterów i pierwiastek bohaterstwa w historii” (On Heroes, Hero-Worship an the Heroic in History; 1840), dzieła o rewolucji francuskiej, o Fryderyku II pruskim.
Pod wpływem fascynacji niemieckim romantyzmem porzucił kalwinizm. Jego dług wobec filozofii romantycznej widoczny jest w tłumaczeniu Lat nauki Wilhelma Meistra Goethego i książce Life of Schiller. Z romantyzmu Carlyle czerpie przede wszystkim daleko posunięty indywidualizm (zob. bajronizm).
Podstawowym tematem myśli Carlyle’a jest heros, jednostka wybitna, górująca nad masami siłą aktywności życiowej, przede wszystkim moralnej. Jest twórca teorii wielkiego człowieka. W podkreśleniu właśnie przewagi moralnej, a nie np. intelektualnej herosa widoczny jest wpływ purytanizmu. Mimo to Carlyle antycypuje antropologię Nietzschego.
Germanofil. Zagorzały miłośnik Fryderyka Wielkiego, a także autor jego historii (biografii). Twierdząc, że ludzie słabsi winni ustępować silniejszym, a słabsze narody narodom silniejszym, przedstawiał rozbiory Polski jako akt dziejowej sprawiedliwości.
Wydaje się, że specyficzna maniera jego umysłowości wywarła znaczny wpływ na formy współczesnej kultury masowej, np. powieść fantasy (zob. Tolkien) czy kino akcji. Jego wpływ na myśl prawicową to przede wszystkim widoczny w niej opór wobec myśli Karola Marksa, że byt określa świadomość, jako że heros Carlyle’a może i musi walczyć z naporem generowanych przez naturę i poddany jej motłoch treści, w heroistycznym języku określanych jako potwory. (Heros musi jednak także bronić motłochu i opiekować się nim, stąd koncepcja Carlyle’a znalazła zrozumienie także na lewicy, w postaci tzw. heroizmu proletariackiego)
Stąd historiozofia Carlyle’a nie uznaje żadnych praw dziejowych, w szczególności deterministycznych praw ekonomii, a historię przedstawia na płaszczyźnie kosmologicznej (zob. mit wiecznego powrotu) jako sekwencję powtarzalnych walk wybitnych jednostek ze złem (zob. Herakles).